# 矢野和哉
矢野 和哉（やの かずや、1962年12月10日 - ）は、大阪府大阪市出身の元プロ野球選手（投手）、高校野球指導者。左投左打。

## 来歴・人物
報徳学園高では、エースとして1980年夏の甲子園県予選決勝に進み、滝川高の石本貴昭と投げ合うが敗退。この試合では1年下のチームメート、金村義明のリリーフを仰ぐ。
高校卒業後は、社会人野球の神戸製鋼に入社。1981年の都市対抗野球、1984年の都市対抗野球に出場している。
1985年のプロ野球ドラフト会議でヤクルトスワローズから4位指名を受け入団。
1986年は新人ながら一軍初登板を果たすと、先発陣に喰い込み2勝をあげる。
1987年には自己最多の6勝をあげる。
1989年まで先発として活躍する。
1990年からはリリーフとなるが故障もあって低迷。
1992年オフに戦力外通告を受け退団。
1993年は、台湾・中華職業棒球大聯盟の時報イーグルスでプレー。同年オフに現役を引退した。
1994年から2004年までヤクルトのスカウトとして、主に四国・関東を担当。岩村明憲や宮出隆自など、後に打線の中核を担う選手を担当。自身は投手でありながら、野手の発掘に実績があった。
2005年から球団販売促進部に異動、4年間務める。
その後株式会社パピーズアスリートを起業し取締役に就任、少年野球教室とスポーツ社会貢献事業に関わるが、2010年11月に廃業している。
2006年6月、埼玉県三郷市「松永浩美ベースボールアカデミー」の投手コーチに就任して小・中学生を指導。のちに松永が塾長に就任した「夢グループ野球塾 川越校」の投手コーチも務めた。
2011年、特定非営利活動法人FIELD OF DREAMS理事長に就任。
2016年、特定非営利法人の理事長を務めながらも東洋大学附属牛久高等学校の硬式野球部コーチに就任。
2018年1月には監督に就任した。
2022年3月末をもって監督を退任することが発表された。

## プレースタイル
左スリークォーター「ストライクとボールが、はっきりわかるので選ばれると苦投する」ストレートは平均135キロ程度。カーブ、スライダー、フォーク、シュート。コントロールはよくなかった。

## 詳細情報

### 年度別投手成績
| 年 度     | 球 団     | 登 板 | 先 発 | 完 投 | 完 封 | 無 四 球 | 勝 利 | 敗 戦 | セ 丨 ブ | ホ 丨 ル ド | 勝 率 | 打 者 | 投 球 回 | 被 安 打 | 被 本 塁 打 | 与 四 球 | 敬 遠 | 与 死 球 | 奪 三 振 | 暴 投 | ボ 丨 ク | 失 点 | 自 責 点 | 防 御 率 | W H I P |
| --------- | --------- | ----- | ----- | ----- | ----- | -------- | ----- | ----- | -------- | ----------- | ----- | ----- | -------- | -------- | ----------- | -------- | ----- | -------- | -------- | ----- | -------- | ----- | -------- | -------- | ------- |
| 1986      | ヤクルト  | 34    | 13    | 0     | 0     | 0        | 2     | 2     | 0        | --          | .500  | 395   | 91.1     | 85       | 17          | 33       | 1     | 4        | 53       | 1     | 0        | 49    | 46       | 4.53     | 1.29    |
| 1987      | ヤクルト  | 28    | 12    | 0     | 0     | 0        | 6     | 6     | 0        | --          | .500  | 377   | 86.2     | 93       | 12          | 30       | 7     | 2        | 56       | 6     | 0        | 50    | 49       | 5.09     | 1.42    |
| 1988      | ヤクルト  | 18    | 13    | 1     | 1     | 0        | 1     | 7     | 0        | --          | .125  | 289   | 62.0     | 85       | 9           | 23       | 2     | 2        | 28       | 2     | 0        | 49    | 45       | 6.53     | 1.74    |
| 1989      | ヤクルト  | 22    | 16    | 5     | 1     | 0        | 5     | 9     | 0        | --          | .357  | 445   | 109.1    | 102      | 16          | 27       | 1     | 2        | 51       | 5     | 0        | 41    | 39       | 3.21     | 1.18    |
| 1990      | ヤクルト  | 27    | 2     | 0     | 0     | 0        | 0     | 3     | 0        | --          | .000  | 163   | 38.1     | 38       | 7           | 15       | 1     | 0        | 25       | 1     | 0        | 19    | 17       | 3.99     | 1.38    |
| 1993      | 時報      | 7     | 2     | 1     | 0     | 0        | 1     | 1     | 0        | --          | .500  | 71    | 17.1     | 14       | 0           | 8        | 0     | 1        | 6        | 1     | 1        | 8     | 6        | 3.12     | 1.27    |
| NPB：5年  | NPB：5年  | 129   | 56    | 6     | 2     | 0        | 14    | 27    | 0        | --          | .341  | 1669  | 387.2    | 403      | 61          | 128      | 12    | 10       | 213      | 15    | 0        | 208   | 196      | 4.55     | 1.37    |
| CPBL：1年 | CPBL：1年 | 7     | 2     | 1     | 0     | 0        | 1     | 1     | 0        | --          | .500  | 71    | 17.1     | 14       | 0           | 8        | 0     | 1        | 6        | 1     | 1        | 8     | 6        | 3.12     | 1.27    |

### 記録
NPB
- 初登板：1986年4月24日、対読売ジャイアンツ5回戦（明治神宮野球場）、3回表より2番手で救援登板、1/3回無失点
- 初先発登板：1986年5月19日、対読売ジャイアンツ8回戦（後楽園球場）、8回1失点で勝敗つかず
- 初勝利・初先発勝利：1986年7月29日、対広島東洋カープ16回戦（明治神宮野球場）、7回1/3無失点
- 初完投・初完封：1988年4月25日、対読売ジャイアンツ4回戦（明治神宮野球場）

### 背番号
- 12 （1986年 - 1992年）
- 34 （1993年）